# Галаванджи, Омар
Омар Ибрагим Галаванджи (араб. عمر ابراهيم غلاونجي‎; род. 1954) — сирийский политический и государственный деятель, исполняющий обязанности премьер-министра Сирии с 6 по 9 августа 2012 года, после бегства Рияда Фарид Хиджаба.

## Биография
Родился в 1954 году в суннитской семье, проживающей в Тартусе. В 1978 году получил степень в области гражданского строительства в Тишринском университете.
В 1978—2000 годах — заместитель председателя городского совета Латакии.
В 1997—2000 годах — директор Общего жилищного учреждения, член Консультативного комитета Совета министров жилищного строительства арабского и Совета директоров Общества Договаривающихся арабских государств Союза.
6—9 августа 2012 — исполнял обязанности премьер-министра Сирии.

## Личная жизнь
Женат, имеет трёх дочерей и сына.